# Таярі Джонс
Таярі Джонс (англ. Tayari Jones; нар. 30 листопада 1970 р.) — американська письменниця та науковиця, авторка роману «Американський шлюб», який 2018 року був вибором Книжкового клубу Опри та отримав Жіночу літературну премію 2019 року. Джонс є випускницею коледжу Спелмена, Університету Айови та Університету штату Аризона. Нині вона є членкинею викладацького складу кафедри англійської мови Коледжу мистецтв і наук Університету Еморі і нещодавно повернулася до свого рідного міста Атланти після десяти років життя у Нью-Йорку. Джонс була професоркою кафедри Ендрю Діксона Вайта в Корнельському університеті, а потім стала професоркою творчого письма кафедри Чарльза Говарда Кендлера в Університеті Еморі.

## Молодість та освіта
Джонс народилася та виросла в Кескейд-Гейтс, Атланта. Її батьки, Мак і Барбара Джонс, брали участь у русі за громадянські права в 1960-х роках. Вони обоє здобули ступінь доктора філософії з соціальних наук і стали професорами коледжу Кларка. Батько викладав політологію в університеті Атланти, а мати викладала економіку в коледжі Кларка. Джонс пригадує, як виросла в боротьбі за громадянські права і гостро усвідомила свою расову приналежність після того, як їй дали книжки про чорних дітей і ігри з чорними ляльками. Ім’я Таярі на суахілі означає «вона підготовлена», Джонс має двох братів і двох зведених сестер від попереднього шлюбу батька. Джонс та її сестер виховували окремо, і вони послужили натхненням для її роману «Срібний горобець».
Джонс навчалася в початковій школі під час вбивств в Атланті 1979–1981 років і схарактеризувала те, що відбулося, як «найвизначнішу подію мого дитинства». Двох її однокласників у школі Оґлторп було вбито. Досвід дорослішання Джонс у цей час послужив натхненням для її першого роману «Залишаючи Атланту» (2002).
Після закінчення середньої школи Бенджаміна Мейса Джонс навчалася у коледжі Спелмен, який історично призначався для темношкірих жінок в Атланті. Там її керівником був Перл Клідж. Ще одним прикладом для наслідування стала Джоннетта Коул, перша темношкіра жінка-президент коледжу Спелмен. 1991 року Джонс закінчила коледж Спелмена, 1994 року здобула ступінь магістра з англійської мови в Університеті Айови, а 2000 року - ступінь магістра образотворчого мистецтва з художньої літератури в Університеті штату Аризона. Вона отримала багато стипендій, зокрема від Національного фонду мистецтв, Гарвардського інституту Редкліффа та митців США.

## Кар'єра
Перший роман Джонс «Залишаючи Атланту» (2002) — це розказана з перпективи трьох осіб історія дорослішання, яка розгортається на тлі вбивств дітей в Атланті 1979–81 років. Три перпективи в романі — це діти: ЛаТаша Бакстер, Родні Ґрін і Октавія Фуллер. Цей роман Джонс написала, коли була аспіранткою Університету штату Арізона. Він оснований на її дитячому досвіді в Атланті. 2003 року він отримав нагороду Hurston/Wright Legacy Award в категорії дебютна художня проза. Алета Спенн із 30Nineteen Productions придбала права на екранізацію роману «Залишаючи Атланту».
Дія роману «Нерозказане» також відбувається в Атланті. Описаний у Publishers Weekly як «глибокий другий роман Джонс», цей твір досліджує, як головна героїня мусить змиритися з втратою ключових членів своєї сім’ї в дитинстві, перш ніж їй доведеться наново переосмислити себе у двадцять з гаком років. 2005 року роман отримав книжкову премію Ліліан Сміт.
«Срібний горобець», третій роман Джонс, вийшов 2011 року у видавництві Algonquin Books. Це був вибір номер 1 Американської книготоргівельної асоціації «Indie Next».
«Американський шлюб», її останній роман, вийшов 6 лютого 2018 року у видавництві Algonquin. Того ж дня Опра Вінфрі оголосила, що він стане вибором Книжкового клубу Опри. У книжці йдеться про афроамериканське подружжя, чиє життя похитнулося, коли чоловіка на ім'я Рой заарештовують за злочин, якого він не скоював. Крім того, Вінфрі оголосила, що вона знімає екранізацію книжки. Президент Барак Обама вніс роман «Американський шлюб» до свого списку для читання влітку 2018 року.
Джонс також редагувала антологію фантастики нуар "Atlanta Noir", яка вийшла у видавництві Akashic Books 2017 року. Її оповідання «Карамель» є одним із 14 оповідань антології, дія яких відбувається в районах Атланти.

## Жанр і стиль
Головною темою у творах Джонс є сім’я, як це видно з романів «Залишаючи Атланту», «Нерозказане» і «Американський шлюб». Її романи зображують стосунки, часто зруйновані, між батьками та дітьми, а також подружніми парами. Тіна Макелрой Анса відзначила точність, якої Джонс досягла в зображенні характеру сімей.
Романи Джонс описують досвід афроамериканців на півдні Сполучених Штатів, зокрема те, як на їхні життя вплинули несправедливі системи, у яких вони живуть. Роман «Залишаючи Атланту» розповідає про те, як уряд підвів чорну громаду Атланти під час вбивств дітей в Атланті 1979–1981 рр., і закінчується тим, що справедливість не відновлена. Роман «Американський шлюб» було написано як підсумок дослідження Джонс проблем масового ув’язнення в Сполучених Штатах і його впливу на чорношкірих чоловіків і жінок.
Джонс розповіла про вплив Тоні Моррісон на її творчість, зокрема роману «Пісня над піснями» на зображення темношкірого середнього класу та характеристики жіночих персонажів.

## Відзнаки та нагороди
Джонс є лауреаткою премії Hurston/Wright Legacy Award в категорії дебютна художня література, премії Lifetime Achievement Award в галузі образотворчого мистецтва від Black Caucus Foundation Конгресу США, стипендії США Artist Fellowship, стипендії Національного фонду мистецтв та стипендії Інституту Редкліффа Бантінґ. 2016 року її роман «Срібний горобець» увійшов до переліку класичних творів програми NEA Big Read. Вона також є членкинею Товариства південних письменників і була введена до Зали слави письменників Джорджії 2018 року.
У лютому 2018 року Опра Вінфрі оголосила, що її останнім вибором для книжкового клубу став роман Джонс «Американський шлюб». Вінфрі сказала: «Це одна з тих книжок,  від яких я не могла відірватися. І щойно я це зробила, я зателефонувала авторці та сказала: "Я маю поговорити з тобою про цю історію"».
5 червня роман «Американський шлюб» було оголошено переможцем Жіночої літературної премії 2019 року.

### Видані книги
- Jones, Tayari (2002). Leaving Atlanta. Warner Books. ISBN 9780446528306.
- Jones, Tayari (2005). The Untelling. Warner Books. ISBN 9780446532464.
- Jones, Tayari (2011). Silver Sparrow. Algonquin Books. ISBN 9781565129900.
- Jones, Tayari (2018). Американський шлюб. Algonquin Books. ISBN 9781616208776.

### Відредаговані твори
- Jones, Tayari (2017). Jones, Tayari (ред.). Atlanta Noir. Akashic Books. ISBN 9781617755378.

## Зовнішні посилання
- Офіційна сторінка
- Поява в «Late Night With Seth Meyers» (19.03.18)
- Бреннан Коллінз, «Книжковий огляд: Атланта Нуар », Atlanta Studies, 8 березня 2018 р. https://doi.org/10.18737/atls20180308.